# Lutreolina massoia
Lutreolina massoia — вид ссавців з родини Опосумові (Didelphidae).

## Етимологія
Видова назва присвячена аргентинському теріологу Еліо Масоя (1936–2001), як данина пам'яті покійному вченому, який присвятив своє життя вивченню ссавців.

## Морфологія
Загальна довжина, 397-494 мм; довжина хвоста, 209-255 мм; довжина задньої ступні, 38-40 мм; довжина вуха, 24-25 мм; маса тіла, 284 гр.
Волосяний покрив L. massoia аналогічний Lutreolina crassicaudata (тобто без маркувань), але темніший. Верх (у тому числі голова) нового виду коричнево-оливковий, з деякими волосками темно-оливковково-бурими, які більш рясні з боків. Черево оранжево-коричневе, що поширюється на горло, щоки, і задні частини ніг. Волосся боків з сірими основами. Горлові залози відсутні. Волоски верху з сірими основами. Вібриси добре розвинені, найдовші продовжені майже до рівня вух. Вуха округлі, однорідні й трохи опушені коричневими короткими волосками. Руки зверху темніші, ніж інша частина плеча. Передні кінцівки короткі й двоколірні, темно-оливково-бурі попереду, але ззаду такого ж кольору, як спина. Сильні кігті (крім на великому пальці). Сумка присутня. Хвіст товстий, вкритий волоссям зверху і знизу. Від основи третина хвоста з довгим волоссям, схожим на спинне забарвлення (хоча і більш корицеве), а решта з короткими чорнувато-коричневими волосками (крім дистального кінця, який оранжево-лимонний).

## Поширення
Це ендемік південних Анд, екосистеми гірських лісів Болівії та Аргентини. Популяції, які живуть на східних схилах Анд в південній Болівії досягають висоти до 2000 м.

## Звички
Це нічна тварина, живе поруч з водою в гірських лісах. Харчується дрібними ссавцями, птахами, земноводними, молюсками, рибами і комахами.